# Ashé (religia)

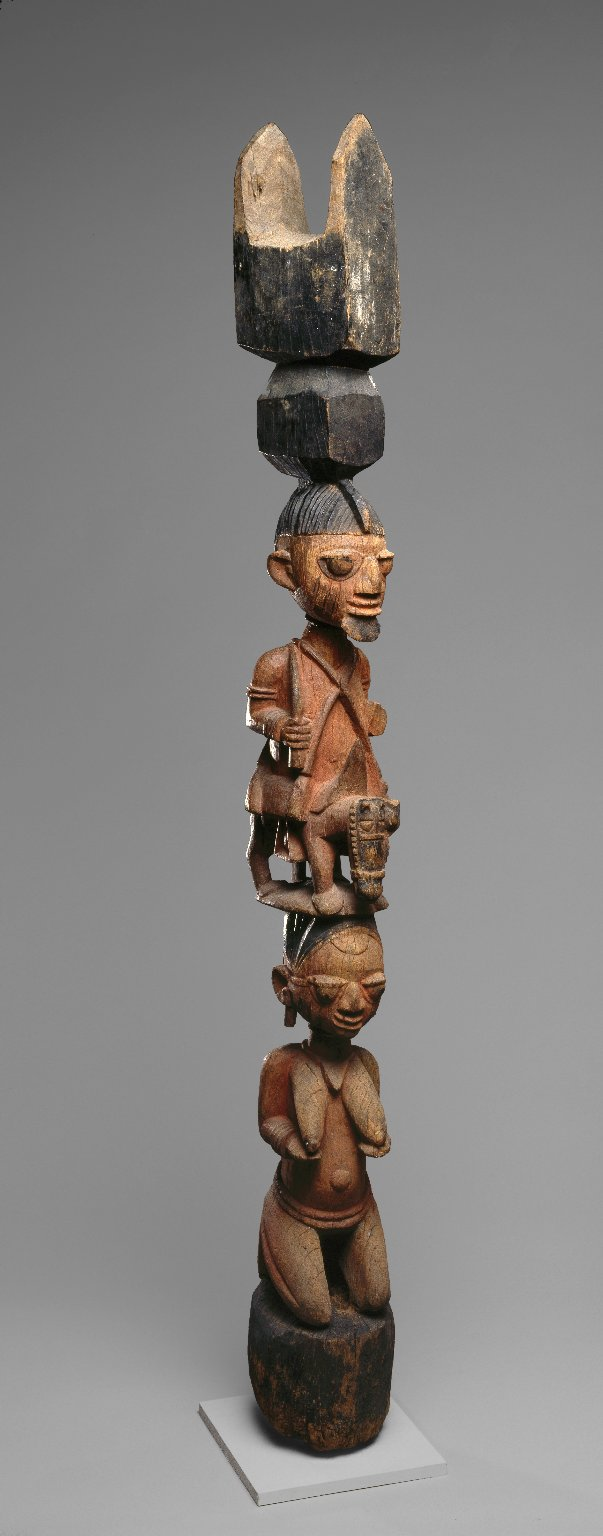
Sympoliczny słup Jorubów, Brooklyn Museum

Ashé (Axé, wymowa: aszé, z języka joruba: Àse) – w tradycyjnej teogonii Jorubów oraz synkretycznych  religiach afrokubańskich (santeria), afrobrazylijskich i brazylijskich religiach afroamerykańskich (candomblé, bataque, umbanda) pierwotna energia życiowa stanowiąca podstawę aktu stworzenia świata i wszystkich oriszów, ale także siła, energia natury, również siła nadnaturalna. "Na początku było ashé. Gdy ashé zaczęło myśleć, stało się Olodumare. Gdy Olodumare zaczął działać, stał się Olofi i to był Olofi, który z siebie stworzył Obatalę".

## Obrzędy
Przedmioty obdarzone axé, używane podczas ceremonii religijnych przez kapłanów zwanych babalorixá obejmują liście niektórych roślin, tzw. folhas sagradas, niektóre części ciała zwierząt ofiarnych (np. serce, wątroba itd.). Przekazywanie axé odbywa się również poprzez słowa. Obrzędy kończą się zazwyczaj rytualnym posiłkiem, również obdarzonym axé.